# 原高史
原 高史（はら たかふみ、1968年 - ）は、現代美術家、東北芸術工科大学デザイン工学部グラフィックデザイン学科・学科長・教授 。

## 人物
1968年、東京都生まれ。1990年、多摩美術大学絵画科油画卒業。1992年、多摩美術大学絵画科油画大学院修了。2000〜2002年、バイセンゼー大学（ドイツベルリン）。2000年文化庁芸術家在外研修（ドイツ・ベルリン）。2001年ポーラ美術振興財団在外研修（ドイツ・ベルリン）。1990年代後半よりインスタレーション、絵画作品、プロジェクトを国内外で発表。大地の芸術祭（2006）・シンガポール・ビエンナーレ（2006）、ハバナ・ビエンナーレ（2009）などに参加。主な活動に、地域の人々とのコミュニケーションを通して得た「ことば」をイラストと共にカラーパネルに描き、家々の窓の形に沿って貼るプロジェクト「Signs of Memory」や、言葉と絵を組み合わせた絵画シリーズ「pocketbook」（キャンバス/アクリル）などがある。デザイン、アートプロジェクトの監修も務める。企業、行政、地域、病院、教育機関での企画提案、監修、デザイン制作も手がけ、これらとして、国立山形大学医学部附属病院院内サイン、パスラボ山形ワイヴァンズ、山形雪フェスティバル、西川町クラフトビール、東京ガールズコレクション等がある。日本文化藝術財団事業選考委員。

## 受賞歴等
- 1992年　第11回 伊豆美術祭展 大賞
- 1992年　第7回 多摩秀作美術展 佳作
- 1993年　ART BOX大賞展’93 審査員賞

## パブリックコレクション
- 新潟県上越市うらがわら 国道253号シンボルタワーサイン 10基
- 新潟県うらがわら公園 彫刻 「帰り道」
- 赤坂図書館 pink windows 東京
- Kos Museum コペンハーゲン・デンマーク